# Rossi Airguns Airsoft
A Rossi Airguns Airsoft (ou simplesmente Rossi, anteriormente conhecida como Rossi Armas ou Amadeo Rossi S.A.) é uma fabricante, importadora e distribuidora de acessórios, artigos para tiro esportivo, armas de fogo e de pressão sediada na cidade de São Leopoldo, no estado do Rio Grande do Sul.
Foi fundada pelo imigrante italiano Amadeo Rossi no ano de 1889 na cidade de Caxias do Sul e foi uma das maiores fabricantes de armas de fogo e indústria metalúrgica da América Latina. Em setembro de 2008, a Rossi vendeu sua divisão de armas de fogo para a Taurus Armas, que ainda produz armas de fogo com a marca Rossi, sob licença da mesma.
Atualmente, é a maior importadora de armas de pressão e artigos de tiro esportivo do Brasil.

## História

### Origens
Em 1889, o imigrante italiano Amadeo Rossi fundava uma funilaria na cidade de Caxias do Sul com o objetivo de fabricar utilidades domésticas, consertar máquinas e fazer serviços de forjaria em geral. Com o passar dos anos, a empresa passou a fabricar diversos produtos em metais, joias, revender produtos e representar empresas de Porto Alegre na cidade de Caxias. Em 1907, a empresa já possuía cerca de cem operários.
Sua empresa crescia com um destaque especial para a metalurgia, tanto que em 1913, Amadeo Rossi buscou equipamentos novos na Europa para equipar sua indústria.
Anos mais tarde em 1918, quando participou da Exposição Agrícola Industrial de Porto Alegre, jornalistas do A Federação descreviam seus produtos como "um sortimento completo de obras de metal branco e prata, arreiamentos para montaria, espoletas, alambiques, artigos em cobre e cartuchos".
Anos antes, os artigos fabricados pela empresa haviam ganhado prêmios e títulos em exposições no Brasil e no exterior. No ano de 1919, a fundição dominava a produção da metalúrgica, fazendo com que as seções de ourivesaria e os outros negócios começassem a perder espaço, Amadeo Rossi percebeu um potencial e decidiu focar nesta área.

### Crescimento e auge

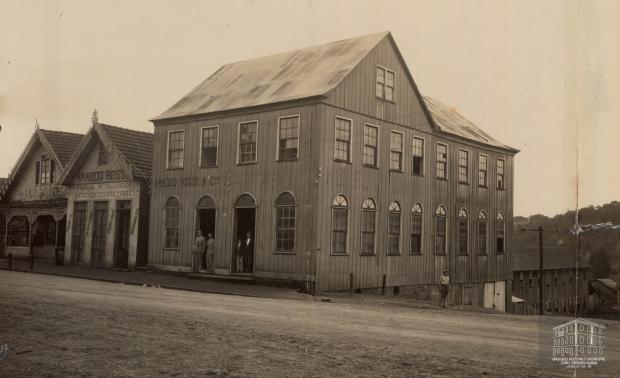
Sede da Amadeo Rossi & Cia. no ano de 1932, em Caxias do Sul

Em 1922, a empresa assumiu a razão social de Amadeo Rossi & Cia., já concentrada na produção de espoletas, explosivos, cartuchos para armas e outros artigos de caça e tiro. No mesmo ano, a companhia conseguiu um contrato com o Governo do Estado do Rio Grande do Sul para a produção de granadas. A partir de 1932, passou a fabricar e fornecer máscaras de gás para o Exército Brasileiro.
Em 1937, devido a uma crise no abastecimento de eletricidade na cidade de Caxias do Sul, a companhia foi transferida para a cidade de São Leopoldo, onde tem sua sede até hoje. Em 1939, a Rossi fabrica sua primeira arma de caça, uma espingarda de antecarga chamada Taquari.
Durante a II Guerra Mundial em 1943, a empresa passou a ser fornecedora das Forças Armadas do Brasil, dedicando-se a produção de artigos bélicos e sendo classificada como empresa de interesse militar, iniciando sua produção de armas de fogo como rifles, carabinas, pistolas e revólveres, ao mesmo tempo que expandia sua produção de armas de caça e esporte. Na mesma época, a empresa passou a contratar engenheiros italianos para trabalhar no desenvolvimento de seus produtos.
Em 1956, com a morte de seu fundador, Amadeo Rossi, sua família assumia o controle da empresa. Já no ano de 1957, era lançado o seu primeiro modelo de revólver, o Rossi Princess, modelo de ação simples que fez muito sucesso devido ao seu preço baixo. Quatro anos mais tarde, em 1961, era lançado o primeiro modelo da carabina de pressão Dione.
Quase 20 anos depois de iniciar sua produção de armas de fogo em série, em 1964, a Amadeo Rossi S.A. Metalúrgica e Munições possuia uma grande linha de produtos, exportava seus produtos para cerca de 70 países diferentes e ocupava uma área de 80 mil metros quadrados em São Leopoldo, empregando 1370 funcionários. Na década de 70, passou a ser distribuída pela Interarms nos Estados Unidos.
Em 1989, completou 100 anos de operação, fabricando e exportando suas armas para todo o mundo. Na década de 90, lançou o clássico revólver Rossi Cyclops. Em 1994, a Rossi recebe o prêmio de Revólver do Ano da Associação Nacional de Rifles dos Estados Unidos, graças ao seu modelo Rossi 718/719. Foi distribuída pela Interarms no mercado norte-americano até 1997, quando fundou a Braztech, representante própria da Rossi na América do Norte. Seus revolveres tiveram grande popularidade nos Estados Unidos, Canadá e alguns países da Europa.

### Venda para a Taurus e mudanças

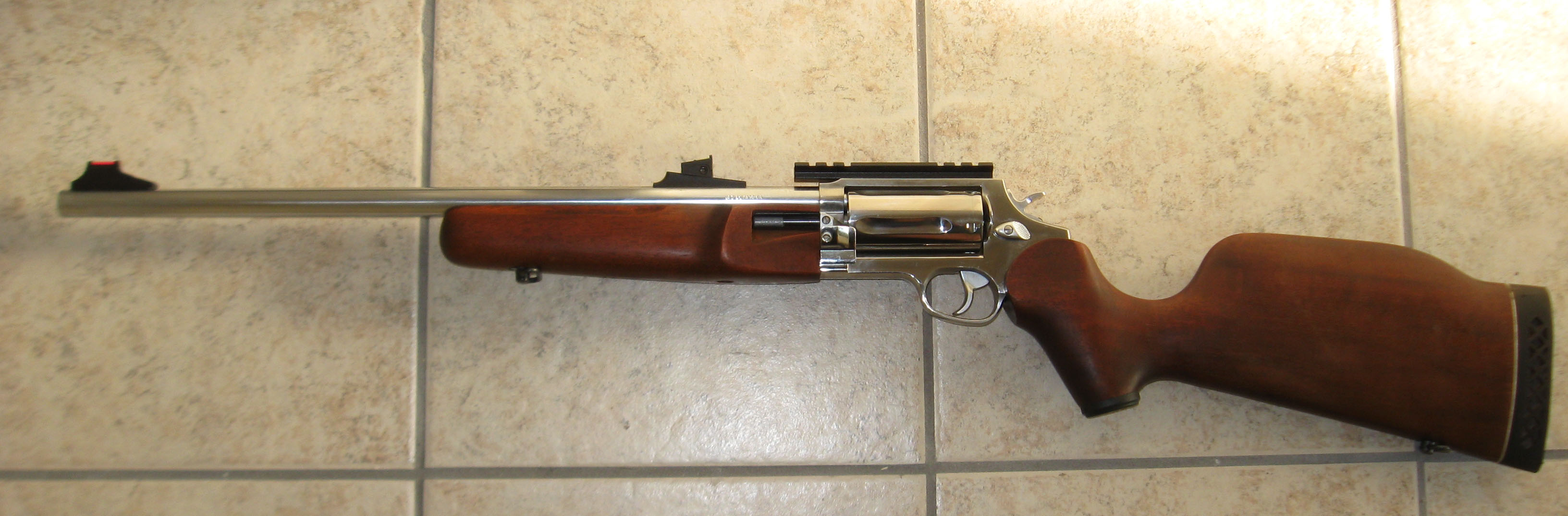
Um Taurus-Rossi Circuit Judge, carabina fabricada pela Rossi com base no revolver Taurus Judge.

Em 1997, como parte do acordo estratégico, a Rossi vendeu sua linha de produção de armas curtas para as Forjas Taurus, passando a fabricar apenas rifles e espingardas. Seus revolveres passariam a ser fabricados e distribuídos pela Taurus como parte do acordo, em compensação, algumas armas longas da Taurus seriam fabricadas pela Rossi, como por exemplo a carabina Circuit Judge, versão adaptada do revolver Taurus Judge que era fabricada pela Rossi, sob licença da Taurus.
Em 2008, outro acordo com a Taurus vendia os equipamentos e os direitos de produção das armas longas da Rossi, incluindo as clássicas linhas Pomba e Puma, a aquisição de estoques de insumos e produtos prontos e em elaboração, e o licenciamento da marca Rossi para a fabricação e comercialização de suas armas.
Após a Taurus assumir toda a produção de armas da Rossi, a empresa passou a trabalhar com o processamento, fundição e forja de metais e peças para as armas fabricadas pela Taurus durante um período. A partir de 2010, a Rossi cessou a produção de armas de fogo e peças para venda no mercado brasileiro, passando a se dedicar exclusivamente a distribuição e importação de armas de pressão e de airsoft. 
Algumas armas de fogo com a marca Rossi ainda são fabricadas e podem ser encontradas a venda nos Estados Unidos, Canadá e em alguns países de Europa, porém estas são fabricadas pela Taurus, sob licença da Rossi.

### Rossi Airguns Airsoft
Em 2007, a Rossi passou a incluir armas de ar comprimido importadas em seu portfólio de produtos. Devido as crescentes restrições de armas de fogo no Brasil na época, o tiro esportivo com armas de pressão era um esporte em crescimento e havia uma demanda por equipamentos melhores do que os disponíveis então. No ano seguinte, com a desativação das linhas de produção de armas de fogo, a Rossi passou a se dedicar integralmente às armas de pressão.
Já em 2019, no seu aniversário de 130 anos, a empresa anunciou que iria retomar a produção de armas de pressão no Brasil, informando que passaria a fabricar o modelo Rossi R8 e que investiria na produção de carabinas de pressão tipo PCP (pre-charged pneumatic) de fabricação nacional em sua fábrica de São Leopoldo.
A empresa representa no Brasil, diversas marcas como Beeman, Hatsan, SIG SAUER, Cometa, Samyang, KWC, Gamo, Cybergun, BAM, CYMA, G&G, King Arms, dentre outras.

## Produtos

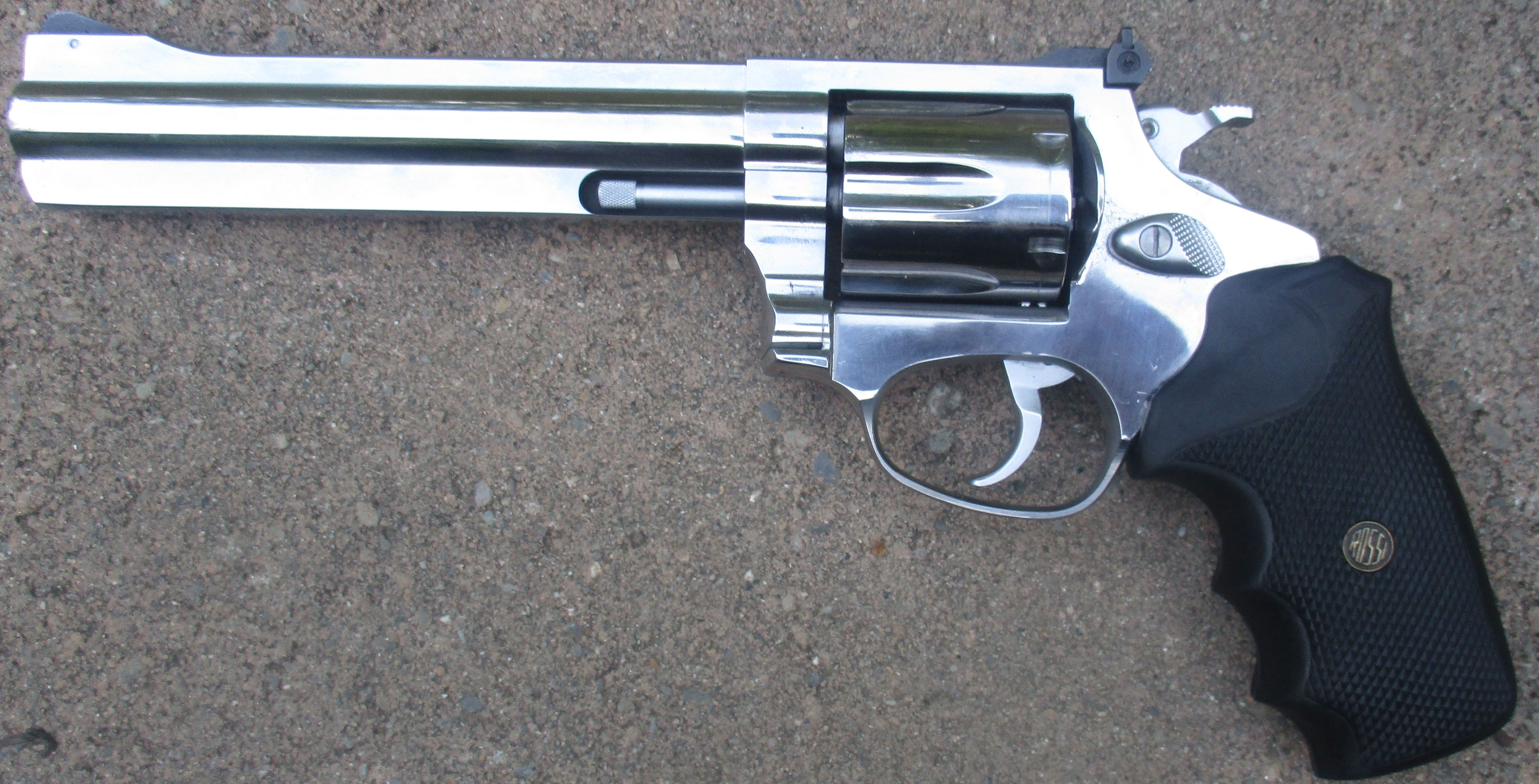
Revólver Rossi modelo 972

### Anteriormente (quando Amadeo Rossi S.A.)
- Armas de fogo longas
  - Rifles
  - Carabinas
  - Espingardas
- Armas de fogo curtas
  - Revólveres
  - Garruchas
- Armas de pressão
- Facas e canivetes
- Cartuchos para munição
- Espoletas para munição
- Chumbos para munição

### Atualmente (como Rossi Airguns Airsoft)
- Armas de pressão
  - Armas a mola/pistão
  - Armas a CO²
  - Armas PCP
- Armas de airsoft
  - Armas elétricas (AEG)
  - Armas a mola (spring)
  - Armas a gás (CO², green gas)
- Acessórios para tiro esportivo
- Acessórios para airsoft
- Munições, chumbinhos, BBs
- Vestuário e itens decorativos